# 圣尼古劳 (马尔库-迪卡纳韦西什)
圣尼古劳是葡萄牙波尔图区的一个堂区。总面积0.85平方公里，总人口491人，人口密度577.6人/平方公里。